# Taça de Portugal de Futsal de 2010–11
A edição da Taça de Portugal de Futsal referente à época de 2010/2011 decorreu entre 2 de Outubro de 2010 - 1ª Eliminatória - e 8 de Maio de 2011, data em que se disputou a final a qual teve lugar no Pavilhão Dr. Salvador Machado, Oliveira de Azeméis.
Todos os jogos foram a uma mão à exceção dos jogos das meias-finais disputados a duas mãos.

## Taça de Portugal de Futsal 2010/2011

### Final
| Final                    | Final                                                                     |
| ------------------------ | ------------------------------------------------------------------------- |
| SL Benfica – Sporting CP | 2 – 3 (a.p.) (Joel Queirós 21’ Marinho 39’ – Alex 5’ Divanei 14’ Deo 42’) |

### Meias-Finais
| SL Benfica - FJ Antunes         | 12 – 0 Agg. (1ª mão 7 – 0, 2ª mão 0 – 5) |
| Sporting CP - Leões Porto Salvo | 8 – 5 Agg. (1ª mão 6 – 2, 2ª mão 3 – 2)  |

### Quartos-de-Final
| Quartos-de-Final             | Quartos-de-Final | Quartos-de-Final | Quartos-de-Final        | Quartos-de-Final |
| ---------------------------- | ---------------- | ---------------- | ----------------------- | ---------------- |
| Sporting CP - CS São João    | 6 – 2            |                  | CCDAT EPB - FJ Antunes  | 4 – 5 (a.p.)     |
| Boavista - Leões Porto Salvo | 1 – 8            |                  | SL Benfica - Belenenses | 4 – 2            |

### Oitavos-de-Final
| Oitavos-de-Final                | Oitavos-de-Final | Oitavos-de-Final | Oitavos-de-Final               | Oitavos-de-Final |
| ------------------------------- | ---------------- | ---------------- | ------------------------------ | ---------------- |
| SL Benfica - Loures             | 10 – 3           |                  | Boticas - Belenenses           | 2 – 3            |
| Sporting CP - Farlab            | 11 – 0           |                  | CS São João - Póvoa Futsal     | 6 – 4            |
| Académica - FJ Antunes          | 8 – 10 (a.p.)    |                  | Boavista - Instituto D. João V | 1 – 0 (a.p.)     |
| Leões Porto Salvo - Inter-Vivos | 6 – 1            |                  |                                |                  |

### 3ª Eliminatória
| 3ª Eliminatória                   | 3ª Eliminatória | 3ª Eliminatória | 3ª Eliminatória           | 3ª Eliminatória |
| --------------------------------- | --------------- | --------------- | ------------------------- | --------------- |
| Nacional - Sporting CP            | 1 – 8           |                 | Alpendorada - Belenenses  | 1 – 9           |
| Rio Ave - SL Benfica              | 2 – 8           |                 | Inter-Vivos - AMSAC       | 3 – 0           |
| Leões Porto Salvo - Chaves Futsal | 4 – 2 (a.p.)    |                 | Boavista - AD Fundão      | 3 – 1           |
| Futsal Azeméis - CCDAT EPB        | 3 – 7           |                 | Os Vinhais - FJ Antunes   | 4 – 5           |
| CRECOR - Boticas                  | 2 – 5           |                 | Académica - SC Braga      | 8 – 5           |
| Operário - CS São João            | 2 – 8           |                 | Sassoeiros - Póvoa Futsal | 2 – 5           |
| Instituto D. João V - Modicus     | 4 – 1 (a.p.)    |                 | SL Olivais - Farlab       | 3 – 5           |

### 2ª Eliminatória
| 2ª Eliminatória                 | 2ª Eliminatória    | 2ª Eliminatória | 2ª Eliminatória                    | 2ª Eliminatória    |
| ------------------------------- | ------------------ | --------------- | ---------------------------------- | ------------------ |
| Mondim de Basto - Chaves Futsal | CANC               |                 | Póvoa Futsal - GDR Lameirinhas     | 6 – 2              |
| FJ Antunes - Freixieiro         | 4 – 4 (5 – 4) g.p. |                 | Monte Pedras - CRECOR              | 2 – 3              |
| Ladoeiro - Nacional             | 4 – 6              |                 | Futsal Azeméis - Lobitos Futsal    | 6 – 3              |
| Inter-Vivos - Sapalense         | 7 – 5 (a.p.)       |                 | Externato Benedita - Loures        | 4 – 6              |
| Eléctrico - SL Olivais          | 1 – 5              |                 | Os Torpedos - SL Benfica           | 1 – 7              |
| CCDAT EPB - Foz                 | 6 – 5              |                 | ABC Nelas - Rio Ave                | 1 – 5              |
| Paredes - SC Braga              | 2 – 5              |                 | Cohaemato - Académica              | 1 – 1 (1 – 3) g.p. |
| Portela - Belenenses            | 3 – 4              |                 | Instituto D. João V - Vit. Olivais | 6 – 1              |
| Macedense - Modicus             | 2 – 4              |                 | CA Mogadouro - Alpendorada         | 2 – 4              |
| Os Vinhais - Quinta dos Lombos  | 5 – 1              |                 | São João - Fabril Barreiro         | 5 – 1              |
| AR Amarense - Operário          | 1 – 1 (4 – 5) g.p. |                 | Ereira - Sporting CP               | 2 – 9              |
| GR Vilaverdense - Sassoeiros    | 1 – 6              |                 | Albufeira Futsal - AMSAC           | 0 – 2              |
| Piratas de Creixomil - Boticas  | 2 – 5              |                 | Cascais - Leões Porto Salvo        | 1 – 3              |
| Viseu 2001 - AD Fundão          | 3 – 8              |                 | Ossela - Boavista                  | 3 – 5              |
| Farlab - Junqueira              | 5 – 2              |                 |                                    |                    |

### 1ª Eliminatória
| 1ª Eliminatória                             | 1ª Eliminatória    | 1ª Eliminatória | 1ª Eliminatória                          | 1ª Eliminatória    |
| ------------------------------------------- | ------------------ | --------------- | ---------------------------------------- | ------------------ |
| Ambos os Rios - Boavista                    | 0 – 4              |                 | Gafanha - Junqueira                      | 4 – 5              |
| Mondim de Basto - CF Nogueirense            | 4 – 2              |                 | Santo Estêvão - Loures                   | 0 – 6              |
| Bom Pastor - ABC Nelas                      | 1 – 3              |                 | CDC Pinheiro - CRECOR                    | 4 – 5 (a.p.)       |
| Amigos de Cerva - Macedense                 | 3 – 9              |                 | Contacto - GDR Lameirinhas               | 3 – 8              |
| Gualtar - Viseu 2001                        | 3 – 5 (a.p.)       |                 | Quinta dos Lombos - Académica do Algarve | 3 – 1              |
| Capelense - Leões Porto Salvo               | 0 – 2              |                 | CAD Coruche - Externato Benedita         | 0 – 4              |
| Eléctrico - Ass. D. Quinta Conde            | 4 – 4 (5 – 4) g.p. |                 | Ereira - Bairro Boa Esperança            | 2 – 1              |
| Piedense - SL Olivais                       | 1 – 5              |                 | UPVN - Sassoeiros                        | 2 – 3 (a.p.)       |
| Unidos do Cacém - São João                  | 1 – 4              |                 | AGU - Futsal - Os Vinhais                | 1 – 1 (1 – 3) g.p. |
| U. Leiria - Sapalense                       | 2 – 3              |                 | Gondomar FC - SC Braga                   | 2 – 5              |
| Valpaços Futsal - Póvoa Futsal              | 4 – 8              |                 | Ossela - Lamas Futsal                    | 5 – 4              |
| Piratas de Creixomil - Carrazeda de Ansiães | 6 – 0              |                 | ACRD Rio de Moinhos - Monte Pedras       | 4 – 9              |
| Fundação MC - Lobitos Futsal                | 1 – 2              |                 | Independentes Sines - Operário           | 1 – 5              |
| Inter-Vivos - Caldas                        | 7 – 5              |                 | CCDAT EPB - Desp. Aves                   | 6 – 3              |
| Ladoeiro - Aljustrelense                    | 7 – 5              |                 | Sonâmbulos - Portela                     | 3 – 3 (0 – 2) g.p. |
| Cohaemato - ACR Vale de Cambra              | 3 – 1              |                 | AJAB Tabuaço - Académica                 | 3 – 7              |
| ASCRD Nogueiró - Chaves Futsal              | 0 – 3              |                 | CRI Alhadense - Farlab                   | 1 – 8              |
| Burinhosa - Fabril Barreiro                 | 5 – 5 (2 – 4) g.p. |                 | AR Amarense - Vila Verde                 | 8 – 5 (a.p.)       |
| Albufeira Futsal - CPCD                     | 5 – 4              |                 | GR Vilaverdense - Louletano              | 4 – 3              |
| Nacional - Os Patos                         | 9 – 3              |                 | AA Leça - Futsal Azeméis                 | 2 – 3              |

Notas:
Isentos 1ª Eliminatória: FC Foz, USC Paredes, CF Os Torpedos e GD Cascais.
O Futsal Clube de Mondim de Basto desistiu da competição.